# 四季の新津
「四季の新津」（しきのにいつ）は昭和時代前期に作成され、新潟市秋葉区（旧新津市）に伝わる新民謡の楽曲である。作詞・作曲は箱岩周平。

## 解説
新潟県中蒲原郡新津町（新津市を経て現在の新潟市秋葉区）出身で、日中戦争下において中国大陸に出征していた箱岩周平（2006年没）が湖北省を転戦中の1939年（昭和14年）に望郷の念を込めて作詞・作曲した楽曲である。
箱岩は復員後に新津市内で寿司店を営む傍らソングライターとして活動していたが、戦地から持ち帰った「四季の新津」は「故郷の新津に思いを馳せる情緒がたっぷりで、人の心をとらえました」と評されている。1955年（昭和30年）には市と観光協会が後援し伝統芸能「新津松坂」のSPレコード（規格品番：A2028）吹き込みに合わせB面曲としてテイチク専属の鈴木三重子が歌唱し、5月22日に新宿歌舞伎座で発表演奏が行われた。
1959年（昭和34年）3月には島倉千代子のカバー（A2999）が日本コロムビアから発売され、規格をシングルに変更した再発盤も複数回リリースされている（B面収録曲は野村俊夫の作詞、上原げんとの作曲で神楽坂はん子と村岡十九夫が歌唱する「新潟音頭」）。 
新津市は1951年（昭和26年）の市制施行から2005年（平成17年）に新潟市へ編入合併されるまで公的な市歌の制定に至らなかったが、この「四季の新津」は伝統芸能の「新津松坂」や戦前から愛唱されて来た「新津小唄」と共に地域の住民の間で自主的に継承されており、区内の秋葉公園では仏舎利塔の近くに歌碑が建てられている。